# Paulo Amaral
Paulo Lima Amaral (Rio de Janeiro, 18 ottobre 1923 – Rio de Janeiro, 1º maggio 2008) è stato un allenatore di calcio e calciatore brasiliano, di ruolo centromediano.
Fu il primo a schierare la difesa a zona nel calcio italiano allenando alla Juventus nella stagione 1962-63.
È morto nel 2008, poco dopo essere rientrato in Brasile, a Copacabana, dove viveva da anni, all'età di 84 anni.

## Carriera
Paulo Lima Amaral  fu il famoso preparatore atletico della spedizione della nazionale di calcio brasiliana  vincitrice dei campionati mondiali di calcio di Svezia 1958 e Cile 1962. Con i suoi metodi di allenamento (era detto il "sergente di ferro") consentì alla squadra carioca di superare quei limiti atletici e disciplinari che probabilmente ne avevano frenato i successi nei decenni precedenti.
Gigantesco, alto quasi due metri, negli anni quaranta aveva giocato senza grande successo come centromediano nel Flamengo e nel Botafogo. Nel 1953 conseguì il diploma di insegnante di educazione fisica e preparatore atletico. Considerato per i suoi metodi di preparazione atletica un perfetto ginnasiarca, incuriosiva all'epoca la sua testa completamente rasata.

Amaral (a destra) durante la sua esperienza sulla panchina juventina, a colloquio con del Sol in una pausa di allenamento al Campo Combi.

Divenne ben presto uno dei migliori preparatori atletici brasiliani, tanto che Vicente Feola lo volle nel team della nazionale di calcio brasiliana  nei campionati mondiali di calcio di Svezia 1958. I risultati furono eccellenti, tanto che Amaral assunse un paio d'anni dopo la guida del quotato club del Botafogo, pur continuando a svolgere l'attività di allenatore atletico della nazionale.
Straordinariamente prestante, salvò quasi da solo i giocatori della nazionale carioca, aggrediti dagli avversari uruguayani nel corso di una infuocata sfida in Argentina per il Campionato del Sudamerica nel 1959.
Come allenatore, privilegiava il gioco a zona e applicava l'ardito schema 4-2-4, che si trasformava in 4-3-3 in fase difensiva.
I suoi metodi innovativi suscitarono grande interesse, tanto che Amaral fu ingaggiato come allenatore nel campionato italiano di Serie A  dalla Juventus che allenò con alterne fortune dal 1962 all'ottobre 1963, quando fu rilevato da Eraldo Monzeglio. In seguito in Italia tornerà ad allenare brevemente il Genoa dell'era post-Meroni (nel 1964, per otto partite, dopo essere subentrato a Beniamino Santos, morto in un incidente stradale). In Italia, in 46 partite in panchina in Serie A ha totalizzato 22 vittorie, 11 pareggi e 13 sconfitte.
Si trasferì poi in Brasile, dove riprese ad allenare varie squadre di prima divisione e svolse il ruolo di preparatore atletico della spedizione della nazionale di calcio brasiliana nel campionato mondiale di calcio del Inghilterra 1966.
Successivamente in Brasile allenò numerose squadre tra le quali l'Atletico Mineiro e il Fluminense, con il quale conquistò il titolo brasiliano nel 1970. Si recò più tardi in Portogallo per allenare il Porto fra il 1971 e il 1972, e in seguito in Paraguay per allenare la nazionale. Tornato brevemente in patria, concluse la sua carriera in Arabia Saudita, a Riyad, con la squadra dell'Al-Hilal, nel 1978.

## Palmarès

### Giocatore

#### Competizioni statali
- Campionato Carioca: 3

Flamengo: 1943, 1944
Botafogo: 1948
- Torneio Início do Rio de Janeiro: 1

Botafogo: 1947

### Allenatore

#### Club

##### Competizioni statali
- Campionato Carioca: 1

Botafogo: 1957
- Campionato Baiano: 1

Bahia: 1967
- Taça Guanabara: 1

America RJ: 1974
- Campionato Paraense: 1

Remo: 1977

##### Competizioni nazionali
- Torneo Roberto Gomes Pedrosa: 1

Fluminense: 1970